# Hilary Abner Herbert
Hilary Abner Herbert (Laurens, 12 marzo 1834 – 6 marzo 1919) è stato un politico statunitense.

## Biografia
Fu il trentatreesimo segretario della marina statunitense sotto il presidente degli Stati Uniti d'America Grover Cleveland. Ha studiato all'università di Alabama e all'università della Virginia.
Partecipò alla guerra di secessione americana terminandola con il grado di colonnello.

## Riconoscimenti
Il cacciatorpediniere USS Herbert (DD-160) è stato chiamato così in suo nome.